# KGMB
KGMB（仮想チャンネル5・UHFデジタルチャンネル23）は、アメリカ合衆国ハワイ州ホノルルに認可され、ハワイ諸島にサービスを提供しているCBS系列のテレビ局。グレイ・テレビジョンが所有し、NBC系列のKHNL（チャンネル13、ホノルルにもライセンス供与）およびカイルア・コナの認可を受けたテレムンド系列のKFVE（チャンネル6）との「事実上の」3社による市場独占の一部である。同局はホノルルのカパラマ地区のワイアカミロロードにあるスタジオを共有し、送信所はアクープにある。

## 衛星放送局
ハワイの他の主要なテレビ局と同様に、KGMBはハワイ諸島全体で複数の衛星放送局と中継局を運営し、大都市ホノルルの外で放送局の番組を再放送している。
| 放送局   | ライセンス 対象地域 | チャンネル （RF / VC）                                       | 初放送日       | コールサインの意味                | ERP    | 標高             | 施設ID | 送信機の座標                                                              | 送信機の場所               | パブリックライセンス情報          |
| -------- | ------------------- | ------------------------------------------------------------ | -------------- | --------------------------------- | ------ | ---------------- | ------ | ------------------------------------------------------------------------- | -------------------------- | --------------------------------- |
| K20NX-D  | ヒロ                | 20（UHF） 45（プログラム及びシステム情報プロトコル（PSIP）） | 1989年1月4日   |                                   | 13.5kW | 151.1 m (496 ft) | 34446  | 北緯19度35分7秒 西経155度27分0秒 / 北緯19.58528度 西経155.45000度         |                            | Template:FCC-LMS-Facility         |
| K28NN-D1 | ワイルク            | 28 (UHF) 28（PSIP）                                          | 1989年11月30日 |                                   | 1.08kW | 11 m (36 ft)     | 34448  | 北緯20度42分33秒 西経156度15分52秒 / 北緯20.70917度 西経156.26444度       |                            | Template:FCC-LMS-Facility         |
| KSIX-DT3 | ヒロ                | 22.3（UHF） 13.3（PSIP）                                     | 1983年8月22日  | K-FiVE デジタルサブチャンネル     | 8kW    | −170 m (−558 ft) | 34846  | 北緯19度43分40秒 西経155度4分1秒 / 北緯19.72778度 西経155.06694度         | ヒロハワイアンホテルの屋上 | Profile Template:FCC-LMS-Facility |
| KOGG-DT3 | ワイルク            | 16.3（UHF） 13.3（PSIP）                                     | 1989年8月22日  | OGGはカフルイ空港のIATA空港コード | 50kW   | 818 m (2,684 ft) | 34859  | 北緯20度39分25.5秒 西経156度21分35.8秒 / 北緯20.657083度 西経156.359944度 | ハレアカラ山山頂           | Profile Template:FCC-LMS-Facility |

注釈:
- 1.  K28NN-Dは、1989年から1991年までコールサインK26CXを使用し、1991年から2014年までK27DWを使用した。

### 以前の衛星放送局
KGMDとKGMVは、2009年のチャンネルがKFVEと交換されるまで、KGMBの番組を同時放送するために使用されていた。同局はまた、オマオ (ハワイ州)の北西に送信所を持っていたリフエの中継局K69BZ（チャンネル69）と、カラヘオ (ハワイ州)に送信所を持っているワイメアのK57BI（チャンネル57）で同時放送された。ただし、2015年10月の時点で、K57BIおよびK69BZのライセンスはFCCによって削除された。

## 歴史
1952年12月1日に、当時のハワイ準州で最初のテレビ局として開局した。 KGMB-TVは、もともとJ・ハワード・ウォラルがKGMBラジオ（AM590、現：KSSK (AM)）と共に所有しており、ホノルルのカピオラニブールバードのスタジオで運営されていた。当時4つの主要ネットワークのうち3つ（デュモン・テレビジョン・ネットワークを除く）から番組を放送していたが、KGMB-AMがCBSニュースラジオと長い間提携していたため、主要なCBS系列局だった。KONA-TV（チャンネル2、現在はKHON-TV）が2週間後に開局したとき、NBCの番組放送権を失い、KULA-TV（チャンネル4、現：KITV）が1954年4月に開局されたときにABCの番組放送権を失った。1973年、後のハワイ州議会議員であるセシル・ヘフテル率いるパートナーシップがKGMB-AMとKGMB-TVを買収し、テレビ・ラジオ業界で成功した後、ヘフテルが1976年に下院議員選挙で当選し、翌年に事業をリー・エンタープライズ（以下、リー）に売却した。リーは、1980年にラジオ局を売却したため、1982年にコールサインから「-TV」という接尾辞を削除した。
実際のKGMBニュースクルーは、1970年代にCBSで最も長く放送された警察ドラマの1つ『ハワイ5-0』でしばしば取り上げられた。リブートされたシリーズ『HAWAII FIVE-0』が2010年に開始して以来、CBSはKGMBが視聴者に、毎年9月にワイキキ・シェルでシーズンプレミアエピソードを上映させることを許可しているため、当局は引き続き象徴的なシリーズのリブートと関係がある。

2000年に、リーはテレビ放送を終了し、テレビ局の持ち株の殆ど（KGMBを含む）をエミス・コミュニケーションズ（以下、エミス）に売却した。エミスはすでにKHON-TVを所有していたため、単一市場で4つの最高評価の放送局のうち2局を共有することを禁じている最近可決された複占規則を回避するために、連邦通信委員会（FCC）からKGMBを買収するための持ち合い免除を取得する必要があった。この免除は、エミスが両方の放送局を所有している間に数回更新された。当時、KHON-TVはKGMBの施設に事業を移したが、2つの局は別々のニュース部門を維持していた。
2002年9月から2004年10月まで、KGMBは、KHON-TVと共有する二次提携を介して一部のUnited Paramount Network（UPN）の番組編成を実施した。各局は、他の放送局が放送しなかった同ネットワークからの番組を放送した。2局は、KFVE（1995年1月の開局以来UPNに所属していた）がネットワークから切り離され、The WB（12月から二次的な容量でKFVEで放送された）のフルタイムの系列局になった後、2002年9月にUPN番組の放送を開始した（同番組は1998年12月以来、二次的な能力でKFVEで放映された）。日本の番組を専門とする独立局 (北アメリカ)のKIKUは、2004年11月に二次的なUPN系列になり、2006年9月に閉鎖されるまでネットワークを維持していた。
エミス自身がテレビ業界から撤退する準備をし、2006年にKHON-TVをモンテシト・ブロードキャスト・グループに売却した。その後、エミスは2007年2月20日に、KGMBとその衛星がMCGキャピタル・コーポレーション（MCG Capital Corporation・以下、MCGキャピタル）に4000万ドルで売却され、テレビ局の複占が完全に分離されたというまれな事例の1つとなったと発表した。FCCは5月下旬に売却を承認し、同年6月4日に完了した。MCGキャピタルが買収した直後、KGMBは、1980年代初頭に使用したものと同様のロゴを採用し、ニュース放送用の新しいグラフィックパッケージと新しいウェブサイトを公開した。
KGMBは長年、特に『スキッパー・アル』や『チェッカーズ&ポゴ』（両方とも子供向け番組。後者は最も記憶に残っており、1967年から1982年に放送され、モーガン・ホワイト (ラジオDJ)を特集した）、『The Hawaii Moving Company』（元々は一般的な興味のあるショーに移行したディスコ・ダンス番組）、およびラップ・ライプリンガー主演の1982年のテレビスペシャル『ラップのハワイ（Rap's Hawaii）』などの番組で、ハワイだけで地元のテレビ番組の豊富な歴史を持つ「ハワイの良いところの1つ（One of the Good Things About Hawaii）」と自称している。このスローガンは、今日でもKGMBで聞かれているア・カペラのジングルによって有名になった。朝のニュース番組『サンライズ（Sunrise）』の終わりに、『CBSディス・モーニング』につながるのが聞こえるようになった。その後、天候に重点を置いて、同局は「Hawaii's Severe Weather Station」と名付けられた。

### チャンネル交換
2009年8月18日、MCGキャピタルとレイコム・メディア（KHNLの所有者、当時のKFVE）は、シニアパートナーとしてレイコムとの共有サービス契約を発表した。契約の一環として、KGMBはカピオラニブールバードにある長年のスタジオを空けた。統合されたオペレーションは、ワイアカミロロードにあるKHNL・KFVEのスタジオを拠点としている。ニュース以外の番組は引き続き実施されるが、3局のニュース運用は1つに統合される。この配置では、チャンネルスワップも発生し、KGMBはプログラム及びシステム情報プロトコル（PSIP）チャンネル9（UHFデジタルチャンネル23）からチャンネル5（UHFデジタルチャンネル22）に移動し、KFVEは5から9に移動する。
結果として生じた同局の所有権の取り決めは、レイコムがKGMBと引き換えにKFVEをMCGキャピタルに取引する効果があったため、いくつかの論争を引き起こした。メディア監視人グループのメディア・カウンシル・ハワイ（Media Council Hawaii）などの組織は、この計画をFCC規則を回避する方法と見なし、1つの会社が同じ市場で最も評価の高い4つの放送局のうち2つ（この場合はKGMBとKHNL）を所有することを防いだ。ただし、FCCは、チャンネル番号に添付されたままの施設IDの所有権のみを認識し、放送局の知的ユニット（コールサイン、番組編成、ネットワーク所属など）の所有権は認識しない。この場合、レイコムは現在KGMBに属する施設ID・34445の所有権を保持し、MCGキャピタルは現在KFVEに属する施設ID・36917を引き続き所有している。KFVEとしてのチャンネル5の全体的な視聴率は、施設IDも取引された場合に、KHNLとKGMBの間の複占を妨げる基準から外れた。
レイコム・メディア社長のポール・マクティアは、SSAを断固として擁護し、「ハワイの視聴者に重要で価値のある地方、国内、および国際的な番組を提供する3つの放送局を保護する」と述べた。
ホノルル・スター・ブレティンでの2009年11月7日の報告が、レイコムがMCGキャピタル に2200万ドルを支払うことを明らかにした後、SSAに関するさらなる論争が高まった（証券取引委員会への提出による）。これは事実上、MCGキャピタルからレイコムへのKGMBの売却を構成する。両社は、8月のSSAの発表時に金銭の交換については言及せず、「資産」についてのみ言及した。FCCは、メディア・カウンシル・ハワイがSSAをめぐって異議を申し立てたことに応じて、レイコムにSSAに関する詳細な未編集の合意を求めた。
SSAとチャンネルの交換は2009年10月26日に発効し、KGMBはPSIPチャンネル9からチャンネル5に移動し、ブランド名を「KGMB9」から「KGMB」に変更した。協定の一環として、3局間の合計198から推定68のポジションが削除される。2010年5月8日、KGMBの旧スタジオに残された残りのアイテムと記念品がオークションにかけられ、収益はチャリティーに寄付された。

### ニールセン視聴率からの削除
2016年以降、KGMB、KHNL、及びKFVEのハワイ・ニュース・ナウ（HNN）グループは、ニールセン視聴率との関係を断ち切った。同年11月25日の一掃の後、レイコムは他の調査を使用してKHNLとKGMBのオーディエンスを追跡することを選択した。 HITVが所有するKFVEも影響を受ける。ハワイでは、ニールセンはオーディエンスを追跡するために電子的手段を使用していない。最近、月刊日記として知られる印刷されたニールセンの小冊子のうち、11400冊のうち914冊だけが完成した。KITVとKHON-TVは引き続きニールセン視聴率を使用している。

### グレイ・テレビジョンへの売却
2018年6月25日、アトランタを拠点とするグレイ・テレビジョン（以下、グレイ）は、レイコムとそれぞれの放送資産（レイコムの63の既存の所有及び運営されているテレビ局（KGMBおよびKHNLを含む）、及びグレイの93のテレビ局で構成）を前者の傘下に統合することで合意に達したと発表した。36億ドル相当の現金と株式の合併取引では、グレイの株主は現在レイコムが保有している優先株式を取得する。レイコムはホノルル市場で3つの放送局を運営しているため、FCCの所有権規則に準拠するために、同社はKHNL、KGMB、またはKFVEのいずれかを別の局所有者に売却する必要があった。
2018年11月1日、2017年1月からFOX系列のKHON-TVを所有しているネクスター・メディア・グループ（以下、ネクスター）は、アメリカン・スピリット・メディア（American Spirit Media）からKFVEと衛星KGMD-TV及びKGMVのライセンスを650万ドルで取得すると発表した。ネクスターは、取引書類がFCCに提出された日に発効した時間仲介契約を通じて、局の運営を同時に引き受けた。この契約に基づいて、レイコムは移行ベースでKFVEを含む特定の管理サービス（レイコムがTBAの下で管理業務を保持する特定の他のサービスを数えない）への権利を転送した。2019年第1四半期に規制当局の承認を受ける予定のこの契約に基づき、ネクスターはKFVEの事業をピイコイストリートとワイマヌストリートのハワイキタワーにあるKHONのスタジオ施設に統合する予定である。ただし、レイコムはKFVE知的ユニット（コールサイン、シンジケートおよびローカル番組編成）の権利を保持し、KFVE-DT2のバウンスTV （Bounce TV）加入（KGMB-DT4に移動）と同様に、KHNLまたはKGMBのいずれかのデジタルサブチャネルに移行する。KFVEの呼び出しは、ブランドの継続性のためにレイコムによっても保持される。そのため、ネクスターは、チャンネル9ライセンスに新しいコールサインを割り当て、レイコムの買収後に維持されているものを置き換える番組編成を取得する可能性がある（KHONのCW系列のDT2フィードのプログラミングをKFVEライセンスに移行すること、またはレイコムがKFVE知的財産取引に含めなかったマイネットワークTV提携の保持が含まれる場合がある）。
ネクスターへのKFVEの売却は、同年12月17日にFCCによって承認された。グレイとレイコムの合併は3日後に承認された。売却は2019年1月2日に完了した。

## デジタルテレビ

### デジタルチャンネル
デジタル信号は多重化されている。
| チャンネル | 解像度 | アスペクト比 | PSIPショートネーム | 番組編成                                |
| ---------- | ------ | ------------ | ------------------ | --------------------------------------- |
| 5.1        | 1080i  | 16:9         | KGMB               | メイン・KGMB-TVの番組/CBS               |
| 5.2        | 480i   | 16:9         | Circle             | サークル (テレビネットワーク)           |
| 5.3        | 480i   | 16:9         | CourtTV            | Court TV Mystery                        |
| 5.4        | 480i   | 16:9         | Bounce             | バウンスTV                              |
| 5.5        | 480i   | 16:9         | TruCrim            | トゥルー・クライム・ネットワーク        |
| 5.6        | 480i   | 16:9         | Quest              | クエスト (アメリカのテレビネットワーク) |

2011年4月、KGMBは2番目のデジタルサブチャンネルでThis TVの放送を開始した。ネットワークのラインナップを持っているが、アメリカ本土とハワイの時差があるため、当局はサブチャンネルでいくつかのローカルコンテンツも放送している。

### アナログ-デジタル変換
ハワイのフルパワーテレビ局がアナログ放送からデジタル放送に移行した2009年1月15日に、VHFチャンネル9を介したアナログ信号の通常の放送を終了した（アメリカ本土の放送局の6月12日の移行日より6ヶ月前）。当局のデジタル信号は、移行前のUHFチャンネル23に残り、プログラム及びシステム情報プロトコル（PSIP）を使用して仮想チャンネルを以前のVHFアナログチャンネル9として表示した。KFVEとのチャンネル交換に続いて、デジタルチャンネルはUHFチャンネル23に切り替わり、その仮想チャンネルは5に切り替わった。
同時に、KGMDのデジタル信号は移行前のVHFチャンネル8から以前のアナログ時代のVHFチャンネル9に再配置され、KGMVのデジタル信号は移行後のデジタル操作のために移行前のUHFチャンネル24 （以前のアナログチャンネル3を仮想チャンネルとして使用）に残った。

## 番組編成
KGMBは、全てのCBS番組をクリアするが、地元で制作された特別番組を放送するために、ゴールデンタイムの番組を夜間の時間まで先に占有することがある。初期の頃、KGMBが定期的に横取りした主要なCBS番組は、『キャプテン・カンガルー』と『CBSモーニングニュース』だけだった。これは、人気のある当局の子供向け番組『チェッカーズ&ポゴ』が午後に放送されたためである。ハワイの他の殆どのネットワーク系列局と同様に、KGMBは、番組がアメリカ本土で放映されてから1週間（または数週間）後に航空便で放送されたか、出荷されたため、CBS番組をシャッフルする必要があった。
1998年9月14日から2009年9月18日の『ガイディング・ライト』（以下、GL）の終了まで、放送時間には10:00の『ザ・プライス・イズ・ライト』、11:30の『ザ・ボールド・アンド・ザ・ビューティフル』（以下、B&B）（11:30のインフォマーシャルの後）、正午のGL、13:00の『ザ・ヤング・アンド・ザ・レストレス』（以下、Y&R）、14:00の『アズ・ザ・ワールド・ターンズ』（ATWT）が含まれていた。他のほとんどの市場では、Y&Rが最初に放映され、次にB&B、ATWT、GLが放映された。『レッツ・メイク・ア・ディール』（CBSのGLの代わり）は2009年10月5日に開始したときに正午の枠を引き継ぎ、『ザ・トーク (トーク番組)』（ATWTの代わり）は2010年10月18日の14:00の時間枠を引き継いだ。当局はまた、朝のニュース番組『サンライズ（Sunrise）』が8:00まで放送されているため、『CBSディス・モーニング』平日版を現地時間の8:00から10:00まで1時間オフパターンで放送している。ネットワーク時間外の平日、KGMBは日中にシンジケートされた初回放送番組を放送し、シチュエーション・コメディは深夜に再放送される。ハワイ・レインボーウォリアーズのフットボールシーズン中の週末に、KGMBは『ニック・ロロビッチ・ショー（The Nick Rolovich Show）』を放送する。これは、最後にプレイした試合を要約し、次の試合をプレビューする。

### 高解像度
KGMBは現在、CBSネットワークショーやNFLや大学バスケットボールゲームなどのスポーツイベントを含む殆どの番組を1080iの高解像度で放送している。2000年代後半に、サーバーをアップグレードして、『CSI:マイアミ』、『ザ・ユニット 米軍極秘部隊』、『レイト・ショー・ウィズ・デイヴィッド・レターマン』などの高解像度のタイムシフト番組を放送した。2008年1月14日、KGMBのHDフィードがオセアニック・タイム・ワーナー・ケーブル（以下、オセアニック）デジタルチャンネル1007で利用できるようになった。
その日付の前に、それはオセアニックのHDで利用できない市場で唯一の主要な放送局だった。KGMBとオセアニック・タイム・ワーナーの間で、第41回スーパーボウルを高解像度で放送するという一時的な合意に達した。KGMBはまた、ニュース放送などの一部のローカル番組を高解像度で放送している。

### シンジケート番組編成
KGMBのシンジケート番組には、『エンターテイメント・トゥナイト』と『ジェパディ!』が含まれる（後者は、FOX（以前のNBC）系列のKHON-TVで『ホイール・オブ・フォーチュン』と共に10年以上放送された後、2002年からKGMBで放送されている）。ホノルルは、『ジェパディ!』と『ホイール・オブ・フォーチュン』が別々の放送局で放送される数少ないアメリカ市場の1つである。

## ニュース
KGMBは現在、毎週25時間25分の地元で制作されたニュース番組を放送している（平日は5時間・5分間、土・日曜日はそれぞれ1時間）。開局から最初の25年間、KGMBはハワイで支配的なニュース放送局だった。しかし、1978年、ライバル局のKHON-TVは、スポーツディレクターのジョー・ムーア (テレビジャーナリスト)を説得して、同局に主要アンカーとして移籍させた。数年以内に、KHON-TVはKGMBをリードし、KGMBはそれ以来2位または3位にランクインしている。
2005年9月から2007年8月まで、KGMBは、全国的にシンジケートされた朝の番組『ザ・デイリー・バズ』を平日5:00から7:00まで放送した。同番組は3時間放送されるが、当局は最初の2時間しか放送しなかった。この期間中、KGMBは番組を実施したアメリカで唯一の「ビッグスリー」系列局だった。同番組は2007年8月17日に終了され、同年9月17日に開始された『サンライズ・オン・KGMB9（Sunrise on KGMB9）』というタイトルの新しい朝のニュース番組のためのスペースを確保した。『ザ・デイリー・バズ』は、8月20日にKHON-TVのThe CW系列の2番目のデジタルサブチャンネルに移動した。皮肉なことに、同番組はKHON-TV自身の「ハワイの朝のニュース（Hawaii's Morning News）」と競合する。2007年6月、KGMBは新しいスタジオを建設し、更新されたウェブサイトを立ち上げた。
2008年、同局はニュース制作を高解像度にアップグレードする計画を発表した。しかし、同年12月13日、スタジオ施設の移転の可能性があるため、これらの計画は保留されたと発表した。同局は、早ければ2009年7月にワイドスクリーンの標準解像度でニュース放送の制作を開始する予定だった。同年10月26日の『ハワイ・ニュース・ナウ』の運用開始に伴い、KGMBは地元のニュース放送を高解像度で放送し始めた。KGMBとKHNLは、平日17:00と22:00のニュース放送を共同で制作および同時放送し始め、KHNLは18:00のニュース放送を17:30に移動した。KGMBは、引き続き独自の平日18:00のニュース番組を放送している。KGMBとKHNLがニュース番組を同時放送しないのは、平日7:00にKHNLがNBCの『トゥデイ』を放送するとき、17:30にKGMBが『CBSイブニングニュース』を放送するとき、18:00にKHNLが『NBCナイトリーニュース』放送するときだけである。平日朝と週末の番組は2つの放送局で同時放送されるが、ネットワークの義務により、一方の局でプリエンプション（先取り）が適用される。KFVEのローカルニューススケジュールは変更されていない。どちらの局にも平日正午のニュースはない。統合されたオペレーションはKHNLの古いスタジオに基づいているが、パーソナリティのほとんどはKGMBからの引き継ぎで、KHNLの4人を除く全ての記者が合併後に解雇された。

### 著名な元オンエアスタッフ
- ラリー・バイル（英語版） - スポーツアンカー（元ESPN、現：サンフランシスコのKGO-TV）
- カーター・エバンス（英語版）（現：CBSニュースロサンゼルス特派員）
- ニール・エヴェレット（英語版） - スポーツアンカー（現：ESPN）
- ラス・フランシス（英語版） - スポーツアンカー
- ジョー・ムーア (テレビジャーナリスト)（英語版） - スポーツアンカー（現：KHON-TV）
- アロハ・テイラー - 気象キャスター（現：サンディエゴのKSWB-TV（英語版））